# Сичик-горобець євразійський
Си́чик-горобе́ць євразійський (Glaucidium passerinum) — вид птахів родини Совові ряду Совоподібні. Один з 13-ти видів роду; єдиний вид роду у фауні України, представлений номінативним підвидом. На території України рідкісний гніздовий вид.

## Опис
Найменша сова фауни України. Верх буруватий зі світлими плямами, низ — білуватий із темно-бурими поздовжніми рисками. Лицевий диск розвинений слабо. Очі жовті. Дзьоб світлий. Лапи оперені до кігтів. Довжина тіла: 15,2—17,5 см, розмах крил: 35—39 см, маса тіла: 50—77 г. У молодого голова, спина і плечі темно-бурі. Від інших сов відрізняється найменшими розмірами одночасно з дуже світлим низом.

## Поширення
Поширений у смузі хвойних і мішаних лісів Європи та Північної Азії. В Україні поширений у Карпатах, Розточчі та на півночі Полісся. На Поліссі відомий із 4 місць (Рівненський і Поліський природні заповідники, НПП «Деснянсько-Старогутський», Чорнобильська зона). З Карпат і Розточчя відомо близько 15 знахідок.

## Чисельність і причини її зміни
У європейській популяції налічують 47—110 тис. пар . В Україні чисельність оцінено в 150—350 пар. У Поліському заповіднику у 1996 р. зареєстровано 3 пари. У НПП «Деснянсько-Старогутський» у 1997 та 2001—2004 рр. — 1 та 2 пари, відповідно. У Карпатах відомо понад 10 місць спостереження, з них 5 — у Бескидах. На чисельність виду негативно впливає вирубування лісу. Відомі випадки загибелі в холодні зими.

## Особливості біології

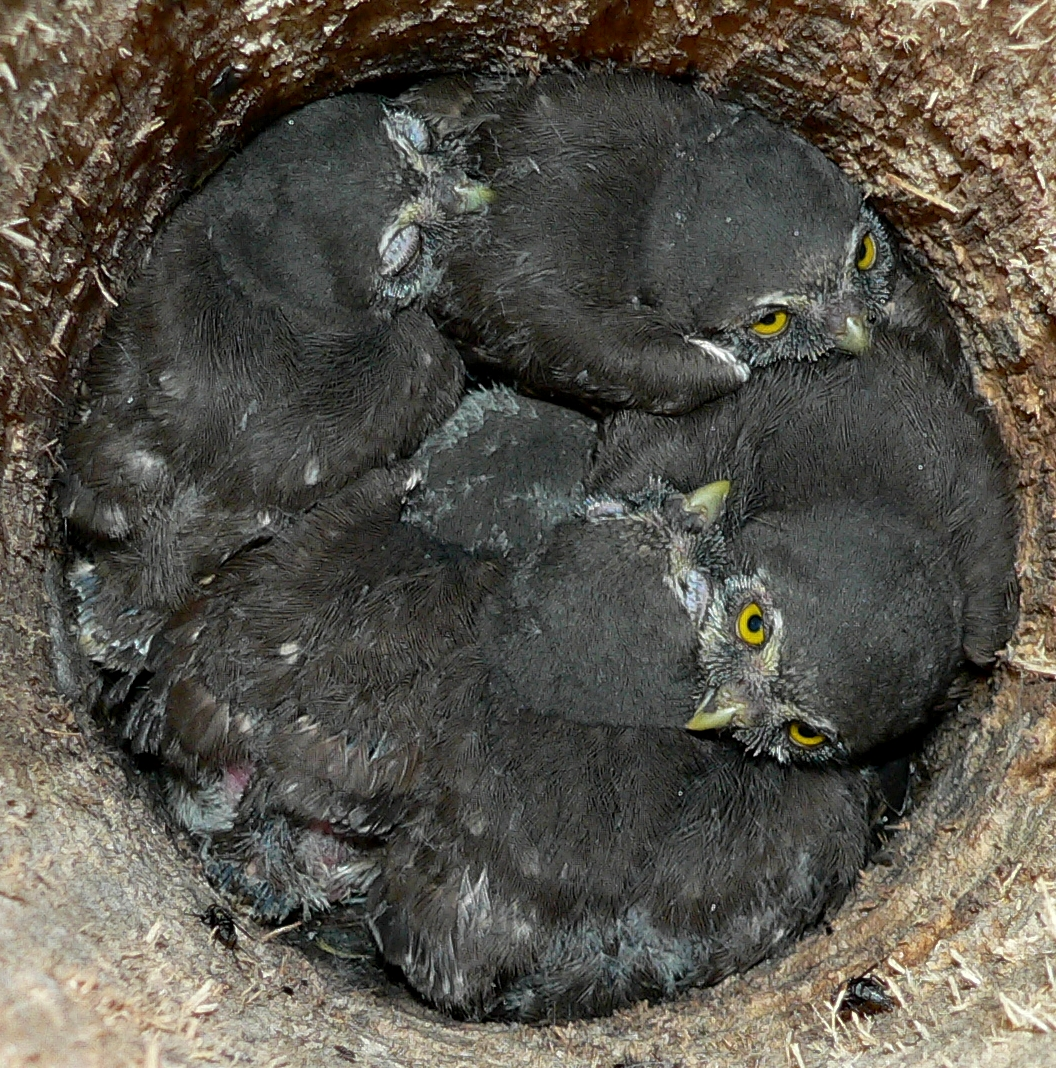
Пташенята сичика-горобця у дуплянці

Осілий птах. Моногам. Гніздиться окремими парами. Оптимальним біотопом є високостовбурний темнохвойний ліс; на Поліссі тримається в стиглих соснових і мішаних лісах. Токування може відбуватися впродовж усього року, найактивніше — навесні (з березня). Гнізда влаштовує в дуплах, рідше — тріщинах дерев, штучних гніздівлях. У квітні відкладає 4–6 яєць. Насиджування триває 28—29 діб. Пташенята залишають гніздо через місяць, майже одночасно. Ще близько місяця дорослі годують молодих. Восени молоді птахи можуть кочувати на незначні відстані. Статева зрілість настає у віці 10 місяців. Живиться переважно мишоподібними гризунами, дрібними комахоїдними ссавцями, птахами, великими комахами. Восени робить запаси корму в дуплах і штучних гніздівлях.

## Охорона

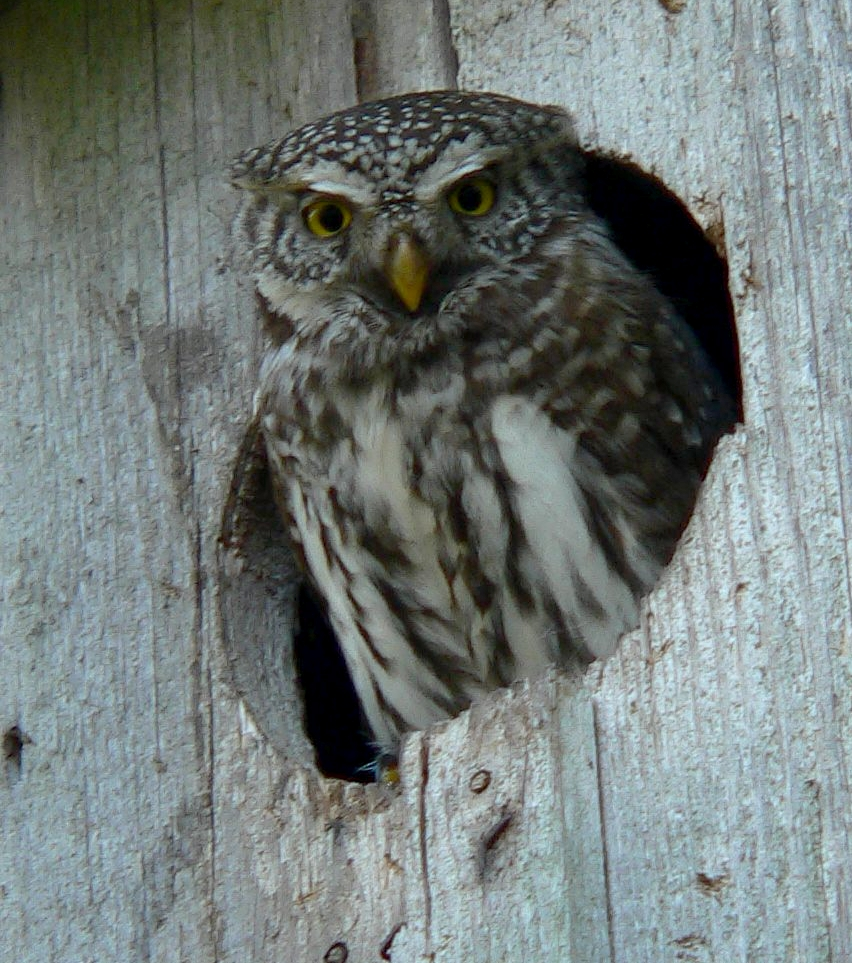
Сичик-горобець у штучній гніздівлі.

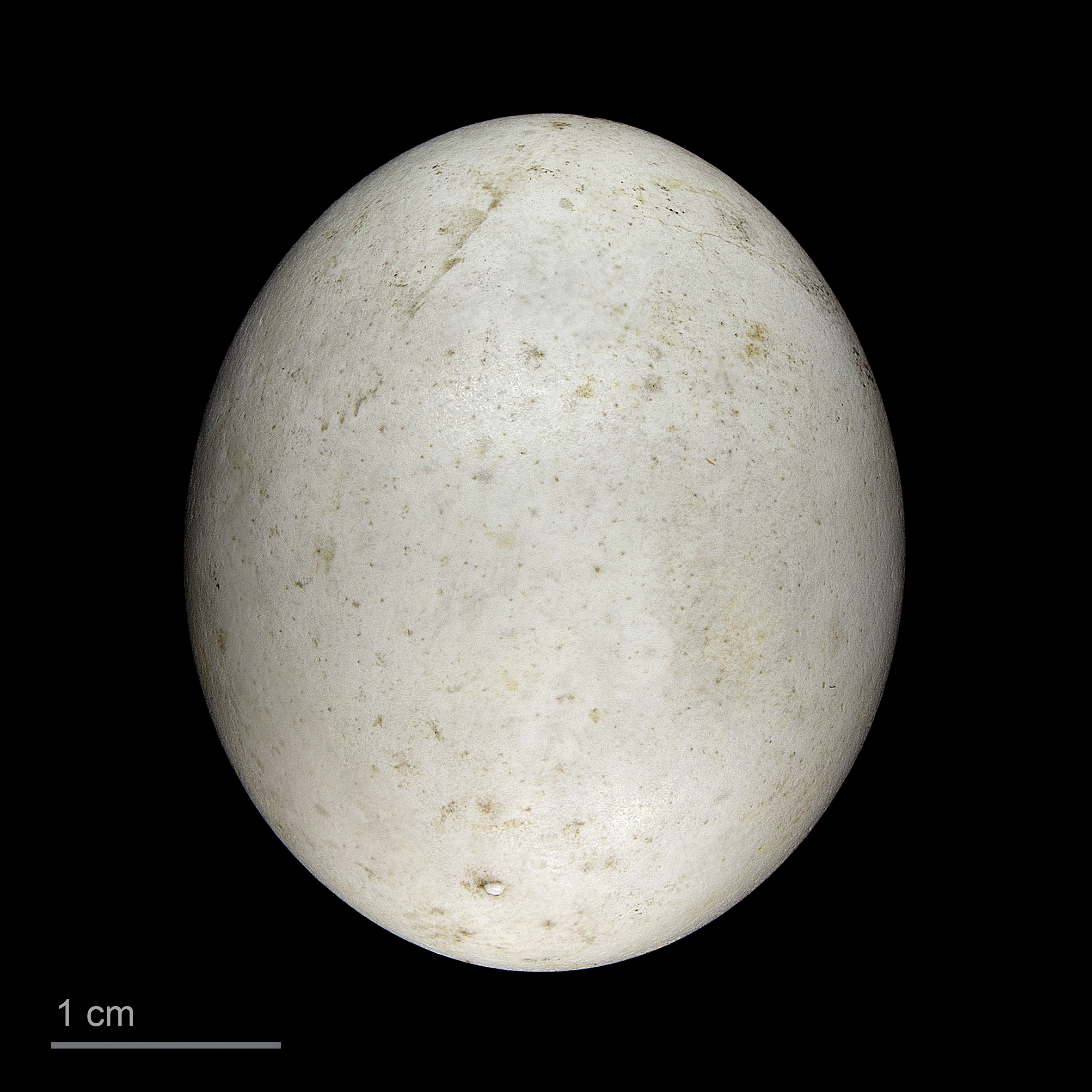
яйце Glaucidium passerinum - Тулузький музей

Включено до Конвенції CITES (Додаток ІІ), Бернської конвенції (Додаток ІІ). Занесено до Червоної книги України (1994, 2009). Охороняється на території НПП «Сколівські Бескиди», Карпатського біосферного заповідника, Карпатського національного природного парку, Поліського державного заповідника, природного заповідника «Розточчя», НПП «Деснянсько-Старогутський». Необхідно виявляти місця гніздування, здійснювати контроль стану популяції та охорону, приваблювати до штучних гніздівель.
Розмноження та розведення у спеціально створених умовах: відомостей немає.
За повідомленням УНІАН, експерти Українського центру дослідження хижих птахів та Державного спеціалізованого підприємства "Екоцентр" під час проведення орнітологічних моніторингових досліджень у лютому 2017 вперше фотографічно зафіксували присутність сичика-горобця на території Луб'янського лісництва поблизу відселеного села Бовище в чорнобильській зоні відчуження. В цих місцях, де вплив людей суттєво обмежений з відомих причин, вдається помітити все більше рідкісних видів.